# Enrique Saura
Enrique Saura Gil (ur. 2 sierpnia 1954 w Ayódar) – piłkarz hiszpański grający na pozycji pomocnika.

## Kariera klubowa
Karierę piłkarską Saura rozpoczął w klubie CD Onda. W 1972 roku podjął treningi w CD Castellón, a w 1974 roku zadebiutował w nim w Segunda División. W 1975 roku odszedł do Valencii CF. W Primera División zadebiutował 9 listopada 1975 w wygranym 2:0 wyjazdowym spotkaniu z Realem Saragossa. Od czasu debiutu był podstawowym zawodnikiem Valencii. Swój pierwszy sukces z tym klubem osiągnął w sezonie 1978/1979, gdy zdobył Puchar Króla. W 1980 roku wystąpił w wygranym po serii rzutów karnych finale Pucharu Zdobywców Pucharów z Arsenalem Londyn. Z kolei w listopadzie tamtego roku zagrał w meczu o Superpuchar Europy, przegranym 1:2 z Nottingham Forest. W zespole Valencii grał do końca sezonu 1984/1985. Łącznie w tym klubie rozegrał 304 mecze i strzelił 37 goli.
W 1985 roku Saura odszedł z Valencii do CD Castellón. Przez trzy sezony grał w nim w rozgrywkach Segunda División. W 1988 roku zakończył karierę piłkarską w wieku 34 lat.
| Sezon   | Klub         | Kraj      | Rozgrywki        | Mecze | Bramki |
| ------- | ------------ | --------- | ---------------- | ----- | ------ |
| 1974/75 | CD Castellón | Hiszpania | Segunda División | ?     | ?      |
| 1975/76 | Valencia CF  | Hiszpania | Primera División | 23    | 0      |
| 1976/77 | Valencia CF  | Hiszpania | Primera División | 29    | 1      |
| 1977/78 | Valencia CF  | Hiszpania | Primera División | 29    | 4      |
| 1978/79 | Valencia CF  | Hiszpania | Primera División | 33    | 5      |
| 1979/80 | Valencia CF  | Hiszpania | Primera División | 32    | 9      |
| 1980/81 | Valencia CF  | Hiszpania | Primera División | 33    | 7      |
| 1981/82 | Valencia CF  | Hiszpania | Primera División | 33    | 6      |
| 1982/83 | Valencia CF  | Hiszpania | Primera División | 29    | 0      |
| 1983/84 | Valencia CF  | Hiszpania | Primera División | 32    | 4      |
| 1984/85 | Valencia CF  | Hiszpania | Primera División | 31    | 1      |
| 1985/86 | CD Castellón | Hiszpania | Segunda División | ?     | ?      |
| 1986/87 | CD Castellón | Hiszpania | Segunda División | 37    | 4      |
| 1987/88 | CD Castellón | Hiszpania | Segunda División | ?     | ?      |

## Kariera reprezentacyjna
W reprezentacji Hiszpanii Saura zadebiutował 8 listopada 1978 w przegranym 0:1 towarzyskim spotkaniu z Francją. W 1980 roku na Euro 80 zagrał w 3 meczach: z Włochami (0:0), z Belgią (1:2) i z Anglią (1:2). W 1982 roku został powołany przez selekcjonera Joségo Santamaríę do kadry na Mistrzostwa Świata 1982. Na tym turnieju wystąpił w 4 spotkaniach: z Hondurasem (1:1), z Jugosławią (2:1 i gol w 66. minucie), z Irlandią Północną (0:1) i z Anglią (0:0). Od 1978 do 1982 roku rozegrał w kadrze narodowej 23 mecze i strzelił 4 gole.